# まさか三卵性!?
「まさか三卵性!?」（まさかさんらんせい）は、2010年9月22日にGloryHeavenから発売されたシングル。

## 概要
表題曲の「まさか三卵性!?」は、テレビアニメ『みつどもえ』のインターネットラジオ『みつどもえラジオ 3ちゃんねる』のオープニングテーマ、カップリング曲「先生はこども?子供はせんせい?」は、同ラジオエンディングテーマ、アニメ第13話の挿入歌として使用された。
歌っているのは、表題曲が、丸井3姉妹役高垣彩陽、明坂聡美、戸松遥、カップリングが、矢部智役下野紘、丸井ふたば役明坂聡美となっている。

丸井3姉妹で歌っているシングルとしては、「みっつ数えて大集合!」から約1ヶ月でのリリースとなり、個々のシングルとしては、「みつどもえ キャラクターソング」から約4週間でのリリースとなった。また、智のキャラクターソングが製作されたのは本曲が初である。
CDジャケットには、矢部智扮する鶏から丸井みつば、丸井ふたば、丸井ひとはの3人が孵化した様子が描かれている。

## 批評
CDジャーナルは、「表題曲はキュートでパワーがある萌えソング。カップリング曲はふたばと智の掛け合いが胸を弾ませる。」と批評した。
WEBアニメスタイルは、表題曲は「みっつ数えて大集合!」に続くアップテンポなテクノポップであり、キャッチーな曲。カップリング曲はふたばと智の掛け合いが行われる曲で、教師に対する熱意に燃える智に、ふたばが嬉しそうに合いの手を入れるコメディソングである。」と批評した。

## 収録曲
1. まさか三卵性!? [3:55]
歌：丸井みつば（高垣彩陽）、丸井ふたば（明坂聡美）、丸井ひとは（戸松遥）
作詞：前山田健一、作曲：俊龍、編曲：前山田健一
2. 先生はこども?子供はせんせい? [4:16]
歌：矢部智（下野紘）、丸井ふたば（明坂聡美）
作詞・作曲・編曲：前山田健一
3. まさか三卵性!?（off vocal）
4. 先生はこども?子供はせんせい?（off vocal）